# Neuranethes spodopterodes
Neuranethes spodopterodes là một loài bướm đêm trong họ Noctuidae.

## Hình ảnh

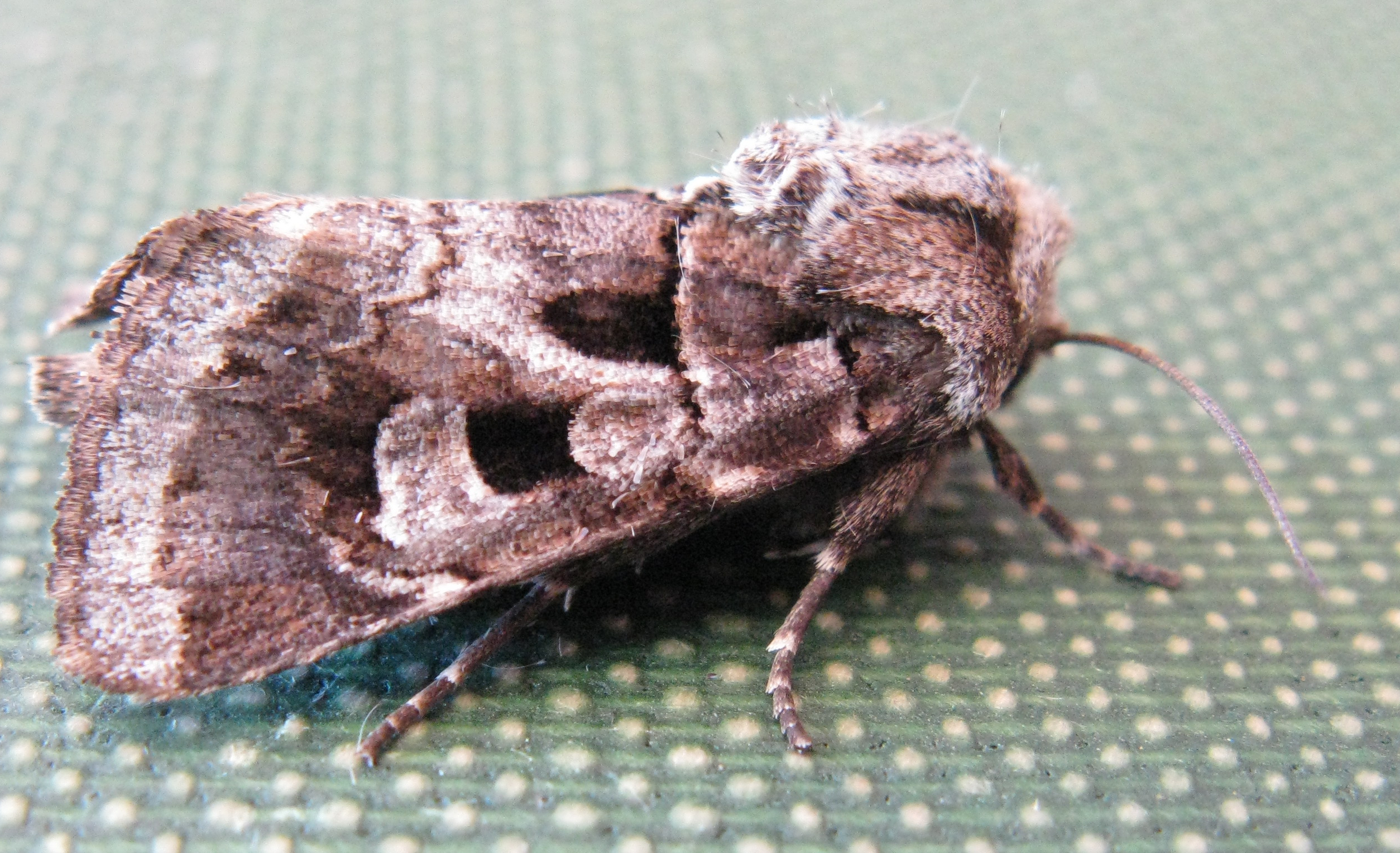
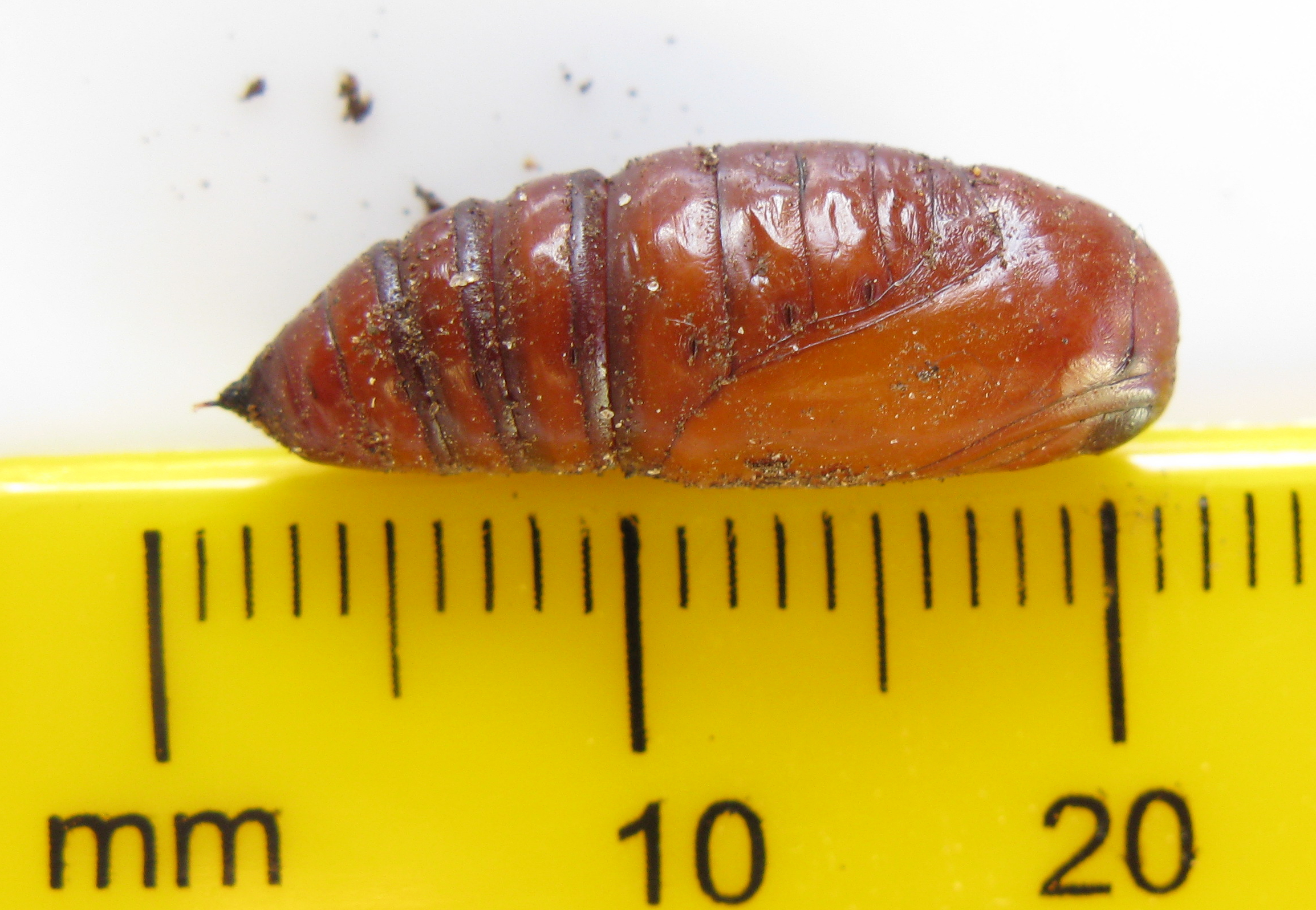
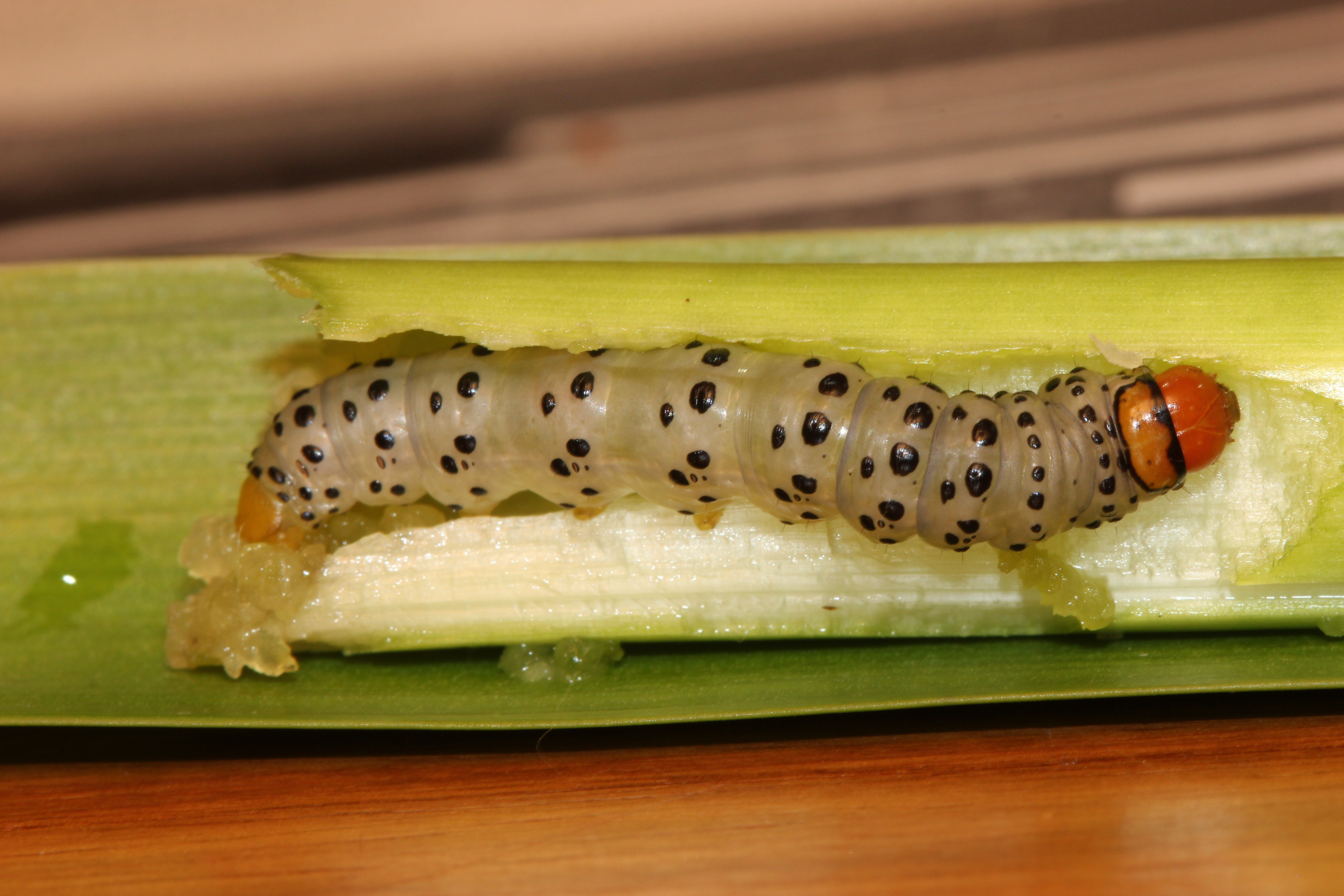
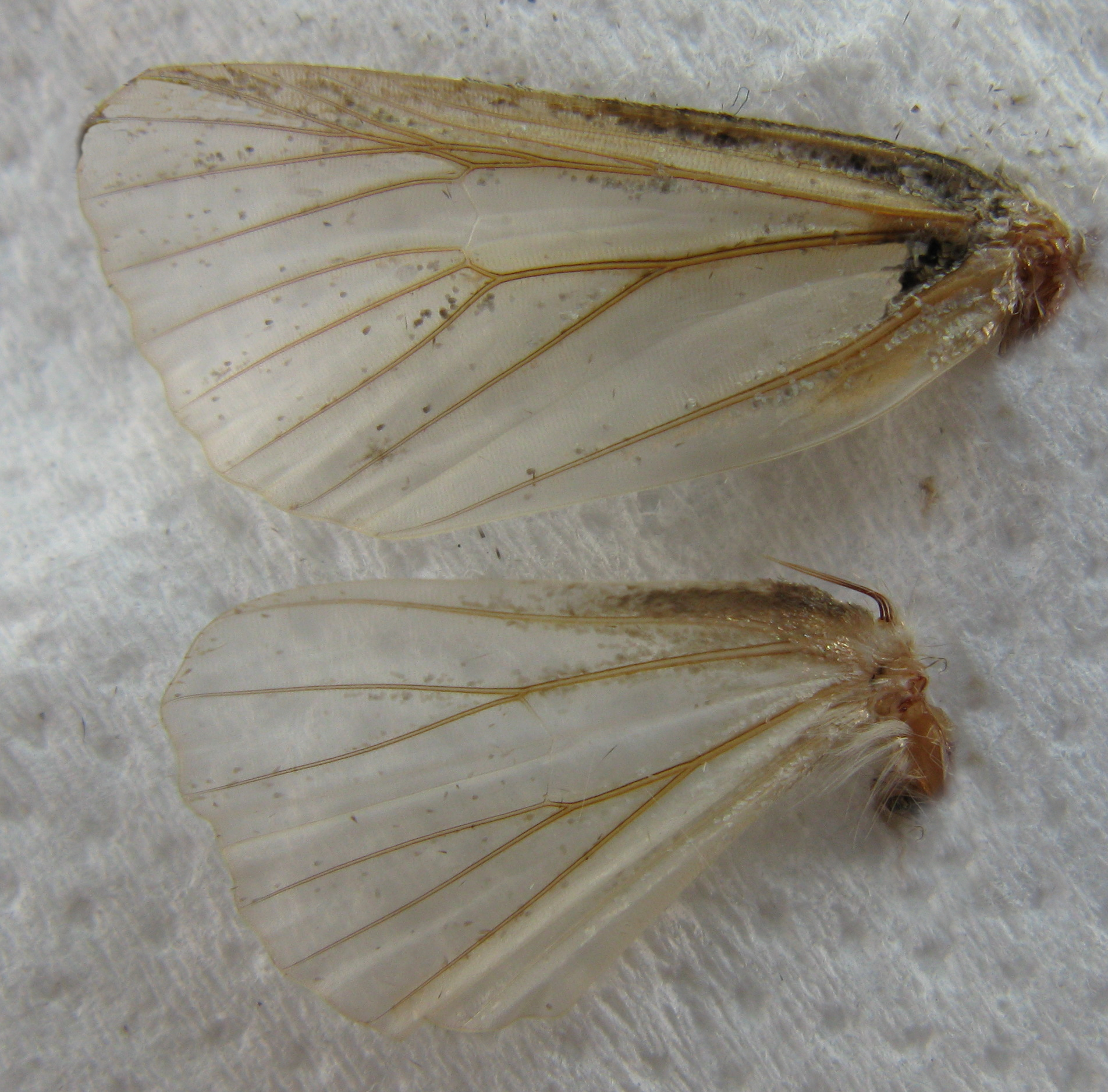